# Borovnica, Borovnica
Borovnica este o localitate din comuna Borovnica, Slovenia, cu o populație de 2.116 locuitori.